# Scrittura unicamerale
Un sistema di scrittura unicamerale (in inglese unicase) ha la caratteristica di non avere lettere maiuscole o minuscole. Gli alfabeti tamil, arabo, ungherese antico, ebraico, georgiano e hangŭl sono esempi di alfabeti unicamerali, mentre quelli latino, greco, cirillico e armeno hanno due possibili modi di scrittura per ogni lettera, come ad esempio B/b, Β/β, Б/б, Բ/բ.
Si ritiene plausibile che tutti gli alfabeti con distinzione tra maiuscole e minuscole fossero all'origine unicamerali. L'alfabeto latino ad esempio consisteva inizialmente delle sole lettere maiuscole; fu solo nel Medioevo che entrarono nell'uso anche le lettere minuscole, derivate dalla scrittura corsiva che risultava più rapida ed adatta per la scrittura a penna.
L'alfabeto georgiano d'altro canto, fece il percorso opposto: dal periodo medievale che vedeva una scrittura maiuscola/minuscola per le lettere, finì col divenire un alfabeto unicamerale. La forma ecclesiastica di scrittura dell'alfabeto georgiano, il Khutsuri, prevedeva l'utilizzo di un alfabeto maiuscolo, l'Asomtavruli (ასომთავრული), ed uno minuscolo, il Nusxuri (ნუსხური); fu dall'evoluzione di quest'ultimo che si sviluppò il Mkhedruli, l'alfabeto georgiano unicamerale utilizzato ai giorni nostri.
Una versione unicamerale dell'alfabeto latino fu proposta da Michael Mann e David Dalby nel 1982, come variazione dell'Alfabeto africano di riferimento sviluppato alla conferenza di Niamey, nel Niger, nel 1978; comunque questa versione non è mai stata utilizzata in pratica.
L'alfabeto fonetico internazionale utilizza unicamente lettere minuscole latine e greche, oltre ad alcune lettere maiuscole in scala, fatto che lo rende a tutti gli effetti un alfabeto unicamerale (sebbene non sia utilizzato come sistema di scrittura di alcuna lingua).